# Дневник горничной (фильм, 1964)
«Дневник горничной» — фильм режиссёра Луиса Бунюэля, экранизация одноимённого романа Октава Мирбо.

## Сюжет
Действие происходит в 1920-е годы в провинциальном французском городке Сент-Обене. Парижанка Селестина получает работу горничной в семье Монтей. Настойчивое внимание к ней проявляют как пожилой месье Рабур, отец мадам Монтей, так и сам месье Монтей. Месье Рабур умирает. В тот же день в лесу происходит убийство маленькой девочки, дочери одной из служанок. Селестина, которая после смерти месье Рабура собирается уехать от Монтеев, решает остаться, чтобы найти и наказать убийцу. Она подозревает в убийстве кучера Жозефа, известного жестокостью и националистическими взглядами. Когда Жозеф предлагает ей стать его женой, Селестина соглашается и до свадьбы становится его любовницей. Сняв с подошвы ботинка Жозефа железную набойку, она подбрасывает её на место убийства девочки. Жозефа арестовывают. Тем временем сосед Монтеев, капитан Може, также предлагает Селестине стать его женой, и она выходит за него замуж. Вскоре она узнаёт, что Жозефа отпустили из-за недостатка улик. В результате Жозеф уезжает в Шербур, куда он в своё время звал Селестину, с другой женщиной, и становится там владельцем кафе. Фильм заканчивается сценой, показывающей демонстрацию националистов под лозунгом «Франция для французов!», которую Жозеф приветствует с порога своего кафе.

## В ролях
- Жанна Моро — Селестина
- Мишель Пикколи — месье Монтей
- Жорж Жере — Жозеф
- Франсуаз Люгань — мадам Монтей
- Даниэль Ивернель — капитан Може
- Доминик Соваж-Дандьё — Клэр
- Жан Озенн — месье Рабур

## Оценки
Кинокритик Михаил Трофименков отмечал, что в своей экранизации романа Бунюэль придал ему политическую актуальность, перенеся действие в 1928 год. Так, Жозеф, по словам Трофименкова, в фильме «вырос из просто безжалостной твари и почвенного юдофоба, как у Мирбо, во вполне себе фашиста, час которого еще пробьет в годы оккупации».
В связи с этим Игорь Мусский подметил, что в финале фильма, вложив в уста Жозефа — насильника, убийцы и фашиста — выкрик «Да здравствует Хьяпп!», Бунюэль отомстил гонителю сюрреализма Жану Хьяппу, который в 1930 году, будучи префектом полиции Парижа, запретил показ его фильма «Золотой век».
На вопрос журналиста: «Представляется ли вам вообще совместимым с творческой работой быстрый рабочий ритм некоторых режиссёров, объясняемый высоким профессионализмом?», Франсуа Трюффо так охарактеризовал методы работы Бунюэля: «Это дело сугубо индивидуальное. Приведу в пример Луиса Бунюэля; он только что за восемь недель снял „Дневник горничной“. На монтаж ему потребуется только три недели, так как он записывал звук синхронно и делал лишь по одному дублю каждого кадра. Сценарий он пишет от двадцати до тридцати дней, в зависимости от возможностей своего соавтора. Таким образом, Бунюэль может или мог бы снимать по три фильма в год, не изменяя самому себе и ничем не поступаясь».